# Haute École spécialisée de Suisse occidentale Valais
 (août 2022).
 (mars 2014).
La Haute École spécialisée de Suisse occidentale (ou HES-SO Valais-Wallis, anciennement HEVs) est une haute école de Suisse qui fait partie de la Haute École spécialisée de Suisse occidentale.

## Historique
En 1988, le canton du Valais compte cinq écoles supérieures sur son territoire : l'École supérieure de cadres pour l'économie et l'administration à Saint-Maurice, l'École d'ingénieurs de Sion, l'École supérieure d'informatique de gestion de Sierre, l'École suisse de tourisme à Sierre et l'École supérieure de cadres pour l'économie et l'administration à Viège.
En 1996, le Conseil fédéral met en chantier la création de sept hautes écoles spécialisées (en fonction d'une division du pays en autant de régions), selon les dispositions légales arrêtées dans la loi du 6 octobre 1995 (LHES) et ses ordonnances d'application. En 1998, le canton du Valais adhère au concordat intercantonal créant la HES-SO afin de permettre aux écoles concernées par le champ d'application de la LHES d'accéder à la reconnaissance fédérale. En 1999, le Grand Conseil du Canton du Valais crée la Haute École spécialisée Valais (HEVs), entité de formation de niveau universitaire au sens de la loi fédérale sur les HES.
À partir de 2003, le développement des HES régionales, au départ séparées entre HEVs et HES-S2, évolue vers un rapprochement au niveau de l'infrastructure administrative (secrétariat général). Les identités spécifiques restent préservées par l'existence de deux instruments juridiques intercantonaux (concordat et convention) fondant deux comités stratégiques et deux comités directeurs distincts, avec une présidence commune. Au terme des adaptations requises par la mise en conformité juridique, la Suisse romande doit remplir l'exigence fédérale d'une HES régionale unique à l'horizon 2006. En 2007, cette institution prend le nom de HES-SO Valais.
Le 1er janvier 2015, la HES-SO Valais-Wallis a endossé son statut d’institution autonome de droit public à but non lucratif, doté de la personnalité juridique.
En 2019, l'École de design et Haute école d'art du Valais (EDHEA), située à Sierre, intègre la HES-SO Valais.

## Organisation
L'organisation de la HES-SO Valais-Wallis, de type matricielle, est compatible à la fois avec les missions HES et l'approche "produits" des contrats de prestations (nouvelle gestion publique). Une direction générale unique coiffe toutes les activités déployées sur les sites de Sion, Sierre, Viège et Loèche-les-Bains. Cette alliance interne renforcée favorise la synergie entre les filières d'études et la mobilisation des ressources dans la réalisation d'objectifs communs.
La HES-SO Valais-Wallis est pilotée par un directeur général et trois directeurs adjoints, exerçant parallèlement des activités d'enseignement et de recherche à hauteur de 50 %.

## Sites

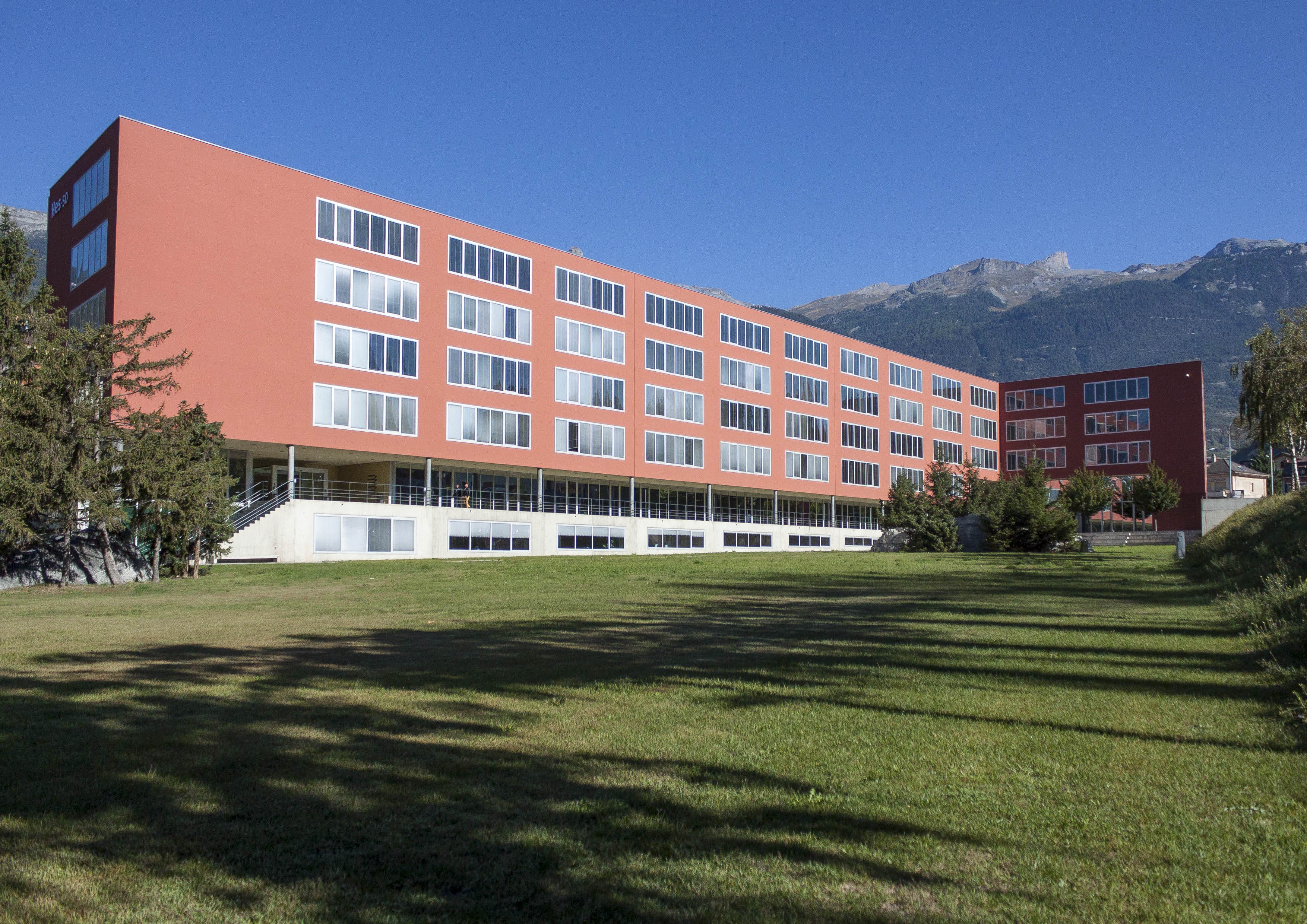
Le Campus de Bellevue à Sierre

La HES-SO Valais-Wallis est localisée à Sion pour la Haute École d'Ingénierie (HEI), et à Sierre pour la Haute École de Gestion & Tourisme (HEG) et la Haute École de Travail Social (HETS). La Haute École de Santé (HEdS) est, elle, partagée entre Sion et Viège pour les soins infirmiers, et Loèche-les-Bains pour la physiothérapie.
L'extension du bâtiment qui, à Sion, abrite la filière technologies du vivant, a été approuvée en juin 2001 par le Grand Conseil valaisan qui a accordé un crédit de 2,7 millions de francs. Les travaux, devisés à 5,2 millions, ont débuté en été 2001.
La construction à Sierre du bâtiment destiné à recevoir les trois filières d'études Économie d'entreprise, Informatique de gestion et Tourisme, a démarré en septembre 2000. Le chantier s'est achevé en décembre 2002. L'inauguration a eu lieu le 23 mai 2003 et les cours y sont dispensés depuis le 10 février 2003. Ce bâtiment de cinq étages, d'un coût prévu de 40 millions de francs suisses, peut héberger près de 1 200 personnes. Depuis la rentrée d'automne 2007, la filière d'études Travail social a rejoint le site de Sierre.
Le complexe Sud de Sierre offrira, à partir de 2019, un nouveau bâtiment de formation permettant d'accueillir 30 classes d’élèves de l’école de commerce et de culture générale, ainsi que dix classes de la HES-SO Valais-Wallis. Ce projet complémentaire à la gare routière (parking de 210 places et passerelle), est financé à hauteur de 45 millions de francs par le canton du Valais.
Sur le site de Sion, la Haute École d'Ingénierie va déménager sur le site du campus Energypolis (plateforme commune entre l'EPFL et la HES-SO Valais-Wallis). Trois nouveaux bâtiments sont en construction au sud de la gare de Sion, destinés à accueillir cette entité. La HEI disposera ainsi de 62 laboratoires, 40 salles de classe, 60 bureaux et 6 ateliers.

## Formation

### Domaines de formation
L'offre de formation est divisée en cinq Hautes écoles :
- La Haute École de Gestion (anciennement ESIS, ESCA, EST), enseignés à Sierre, regroupant l’Économie d’entreprise, l'Informatique de gestion et le Tourisme ;
- La Haute École d’Ingénierie (anciennement EIV), enseignées à Sion et regroupant les filières Technologies du vivant, Énergie et techniques environnementales et les Systèmes industriels ;
- La Haute École de Santé (anciennement HEVs-S2) enseigné à Sion, à Loèche-les-Bains à Viège et à Sierre, qui regroupe la Physiothérapie et les Soins infirmiers ;
- La Haute École et École Supérieure de Travail Social qui comprend la filière Travail social à Sierre ;
- L'École de design et haute école d'art du Valais (EDHEA) qui propose la filière Arts visuels à Sierre.

### Titres délivrés

#### Formation Bachelor of Science
- Bachelor of Science HES-SO en Informatique de gestion
- Bachelor of Science HES-SO en Économie d'entreprise
- Bachelor of Science HES-SO en Tourisme
- Bachelor of Science HES-SO en Système industriels
- Bachelor of Science HES-SO en Énergie et techniques environnementales
- Bachelor of Science HES-SO en Informatique et systèmes de communication
- Bachelor of Science HES-SO en Technologies du vivant
- Bachelor of Science HES-SO en Soins infirmiers
- Bachelor of Science HES-SO en Physiothérapie

#### Formation Bachelor of Arts
- Bachelor of Arts HES-SO en Travail social
- Bachelor HES-SO en arts visuels

#### Formation Master
- MAPS - Master of Arts in Public Spheres

#### Formation professionnelle supérieure (ES)
- Éducation de l'enfance
- Action socioprofessionnelle
- Graphiste CFC / MP
- Maturité professionnelle en arts visuels